# Elias Kane

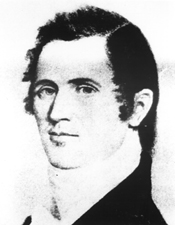
Elias Kane

Elias Kent Kane (* 7. Juni 1794 in New York City; † 12. Dezember 1835 in Washington, D.C.) war ein US-amerikanischer Politiker.

## Leben
Nach seinem Abschluss an der Yale University im Jahr 1813 studierte Kane die Rechtswissenschaften und wurde in Nashville (Tennessee) als Rechtsanwalt zugelassen. 1814 zog er nach Kaskaskia (Illinois), wo er schon kurz darauf zum Richter des Illinois-Territoriums ernannt wurde. Hier erwarb er mehrere Sklaven. Kanes politische Karriere erreichte 1818 ihren ersten Höhepunkt, als er auf dem Verfassungskonvent jenes Jahres maßgeblich an der Gründung des Bundesstaates Illinois beteiligt war und der damals erst 24-jährige Kane einer der Gründerväter Illinois wurde.
Kanes erlitt seine einzige Wahlniederlage 1820, als er erfolglos für die Demokraten für einen Sitz im Repräsentantenhaus der Vereinigten Staaten kandidierte. Dafür wurde er im selben Jahr zum ersten Secretary of State von Illinois ernannt und amtierte von 1820 bis 1824. Danach wurde Kane ins Repräsentantenhaus von Illinois gewählt, verblieb in dieser Funktion jedoch nur wenige Monate. Der Grund war seine Ernennung zum US-Senator für seinen Staat Illinois. Kane wurde 1831 wiedergewählt und amtierte vom 4. März 1825 bis zu seinem Tod im Alter von erst 41 Jahren.
Kane Seine Tochter Elizabeth Kane war mit William Henry Bissell verheiratet, der zunächst Kongressabgeordneter und von 1857 bis 1860 Gouverneur von Illinois war.
Das Kane County trägt noch heute seinen Namen.